# Tomentella atroarenicolor
Tomentella atroarenicolor är en svampart som beskrevs av Nikol. 1970. Tomentella atroarenicolor ingår i släktet Tomentella och familjen Thelephoraceae.  Artens status i Sverige är: Ej påträffad. Inga underarter finns listade i Catalogue of Life.